# Сборная Франции по теннису в Кубке Билли Джин Кинг
Сборная Франции в Кубке Федерации — национальная женская теннисная сборная команда Франции, представляющая страну в Кубке Федерации, главном командном женском турнире национальных теннисных сборных. Трёхкратный обладатель кубка (1997, 2003, 2019).

## История
Сборная Франции участвует в Кубке Федерации с его первого розыгрыша 1963 в году и является одной из четырёх команд, участвовавших во всех сезонах этого соревнования. В 1982 году, при старой схеме розыгрыша, французская команда стала победительницей утешительного турнира после того, как проиграла в первом круге бразильянкам.
Сильнее всего француженки выступали в конце 1990 — начале 2000-х годов, завоевав главный трофей турнира в 1997 и 2003 годах, а в 2004 и 2005 годах дважды подряд уступив в финале со счётом 2-3 сборной России. Новые успехи были достигнуты в конце второго десятилетия XXI века: в 2016 году сборная показала такой же результат в финале против сборной Чехии, а через три года завоевала в Перте третий титул, с минимальным счётом обыграв хозяек корта — австралиек.
В матче команд Франции и Японии 1997 года были установлены или повторены сразу три рекорда соревнования — наибольшее количество геймов, сыгранных в матче (162), отдельной игре (54) и сете (32).

### История выступлений в финалах Кубка Федерации
| Результат | Год  | Место проведения        | Состав                                      | Соперник в финале | Счёт |
| --------- | ---- | ----------------------- | ------------------------------------------- | ----------------- | ---- |
| Победа    | 1997 | Хертогенбос, Нидерланды | М. Пьерс, С. Тестю, Н. Тозья, А. Фусаи      | Нидерланды        | 4-1  |
| Победа    | 2003 | Москва, Россия          | С. Коэн-Алоро, Э. Луа, А. Моресмо, М. Пьерс | США               | 4-1  |
| Поражение | 2004 | Москва                  | М. Бартоли, Т. Головин, Н. Деши, Э. Луа     | Россия            | 2-3  |
| Поражение | 2005 | Париж, Франция          | А. Моресмо, М. Пьерс                        | Россия            | 2-3  |
| Поражение | 2016 | Страсбург, Франция      | К. Гарсия, А. Корне, К. Младенович          | Чехия             | 2-3  |
| Победа    | 2019 | Перт, Австралия         | К. Гарсия, К. Младенович, П. Пармантье      | Австралия         | 3-2  |

## Рекорды и статистика
- Самая длинная серия побед — 7 (2003—2004 в Мировой группе, включая победы над сборными Испании — дважды, Колумбии, России, США, Германии и Италии и выигрыш Кубка Федерации 2003 года)
- Самая крупная победа — 5:0 по играм, 10:1 по сетам, 66:26 по геймам ( Франция —  Германия, 2004)
- Самый длинный матч — 12 часов и 27 минут ( Франция —  Словакия 3:2, 2009)
  - Наибольшее количество геймов в матче — 162 ( Япония —  Франция 1:4, 1997 — действующий рекорд Кубка Федерации)
- Самая длинная игра — 3 часа и 6 минут ( Даниэла Гантухова —  Полин Пармантье 5-7, 6-1, 9-7, 2012)
  - Наибольшее количество геймов в игре — 54 ( Наоко Савамацу —  Натали Тозья 5-7, 6-4, 15-17, 1997 — действующий рекорд Кубка Федерации)
- Наибольшее количество геймов в сете — 32 ( Наоко Савамацу —  Натали Тозья 5-7, 6-4, 15-17, 1997 — действующий рекорд Кубка Федерации)

- Наибольшее количество сезонов в сборной — 16 (Натали Тозья)
- Наибольшее количество матчей за сборную — 40 (Натали Тозья)
- Наибольшее количество игр за сборную — 54 (Натали Тозья, 33-21)
- Наибольшее количество побед — 33 (Натали Тозья, 33-21)
  - В одиночном разряде — 30 (Амели Моресмо, 30-9)
  - В парном разряде — 20 (Натали Тозья, 20-9)
  - Самая результативная пара — 8 побед (Франсуаза Дюрр / Жанин Льеффриг, 8-4)
- Самый молодой игрок — 15 лет и 160 дней (Эмманюэль Дерли, 6 октября 1985)
- Самый возрастной игрок — 37 лет и 153 дня (Роса Мария Дармон, 22 августа 1976)

## Состав в 2023 году
- Клара Бюрель
- Каролин Гарсия
- Варвара Грачёва
- Ализе Корне
- Кристина Младенович

Капитан: Жюльен Беннето

## Недавние матчи

### Групповой этап Мировой группы 2023
| Франция 3 | Олимпийский стадион, Севилья, Испания 10 ноября 2023 Хард(i) | Олимпийский стадион, Севилья, Испания 10 ноября 2023 Хард(i)      | Германия 0 |     |          |         |
| \| \| \| \| 1 \| 2 \| 3 \| \| \| - \| \| ----------------------------------------------------------------- \| --- \| --- \| -------- \| ------- \| \| 1 \| \| Клара Бюрель Юле Нимайер \| 6 4 \| 6 3 \| \| \| \| 2 \| \| Варвара Грачёва Татьяна Мария \| 0 3 \| \| \| retired \| \| 3 \| \| Каролин Гарсия / Кристина Младенович Юле Нимайер / Лаура Зигемунд \| 5 7 \| 6 3 \| [10] [1] \| \| |                                                              |                                                                   |            |     |          |         |
| |                                                              |                                                                   | 1          | 2   | 3        |         |
| 1 | Франция · Германия                                           | Клара Бюрель Юле Нимайер                                          | 6 4        | 6 3 |          |         |
| 2 | Франция · Германия                                           | Варвара Грачёва Татьяна Мария                                     | 0 3        |     |          | retired |
| 3 | Франция · Германия                                           | Каролин Гарсия / Кристина Младенович Юле Нимайер / Лаура Зигемунд | 5 7        | 6 3 | [10] [1] |         |

| Италия 2 | Олимпийский стадион, Севилья, Испания 8 ноября 2023 Хард(i) | Олимпийский стадион, Севилья, Испания 8 ноября 2023 Хард(i)                   | Франция 1 |     |          |  |
| \| \| \| \| 1 \| 2 \| 3 \| \| \| - \| \| ----------------------------------------------------------------------------- \| ----- \| --- \| -------- \| \| \| 1 \| \| Мартина Тревизан Ализе Корне \| 2 6 \| 6 2 \| 6 2 \| \| \| 2 \| \| Жасмин Паолини Каролин Гарсия \| 78 66 \| 5 7 \| 6 4 \| \| \| 3 \| \| Элизабетта Коччаретто / Мартина Тревизан Каролин Гарсия / Кристина Младенович \| 7 5 \| 2 6 \| [6] [10] \| \| |                                                             |                                                                               |           |     |          |  |
| |                                                             |                                                                               | 1         | 2   | 3        |  |
| 1 | Италия · Франция                                            | Мартина Тревизан Ализе Корне                                                  | 2 6       | 6 2 | 6 2      |  |
| 2 | Италия · Франция                                            | Жасмин Паолини Каролин Гарсия                                                 | 78 66     | 5 7 | 6 4      |  |
| 3 | Италия · Франция                                            | Элизабетта Коччаретто / Мартина Тревизан Каролин Гарсия / Кристина Младенович | 7 5       | 2 6 | [6] [10] |  |